# NGC 7289
إن جي سي 7289 التي يرمز لها بالرمز NGC 7289، هي مجرة، في كوكبة الحوت الجنوبي.

## الاكتشاف
اكتشفت في 25 سبتمبر 1834.